# Коб звичайний
Коб звичайний або водяний козел звичайний (Kobus ellipsiprymnus) — вид ссавців з родини Бикових, поширений у західній, центральній та південній Африці на водно-болотних угіддях, саванах та інших луках.

## Тілобудова
- Маса тіла: 160—240 кг.
- Довжина тіла: 1,25—1,8 м.
- Довжина хвоста: 200—400 мм.
- Висота в холці: 1,00—1,30 м.
- Довжина рогів: до 1 метра.
- Статевий диморфізм: самці більші від самок. Роги є лише у самців. Важкі, широко розставлені, вилоподібні, вони злегка загинаються вперед та досягають більш як метр завдовжки

## Харчування
Трав'янисті рослини.

## Розмноження
Після вагітності, яка триває близько 274 дні, народжується одне дитинча.

## Підвиди
Виділяють дві групи підвидів:
- Kobus ellipsiprymnus ellipsiprymnus
- Kobus ellipsiprymnus defassa

У 1971 році число підвидів скоротили до 13 (4 для групи ellipsiprymnus та 9 для групи defassa).

## Загрози
Виду не загрожує зникнення.

## Галерея

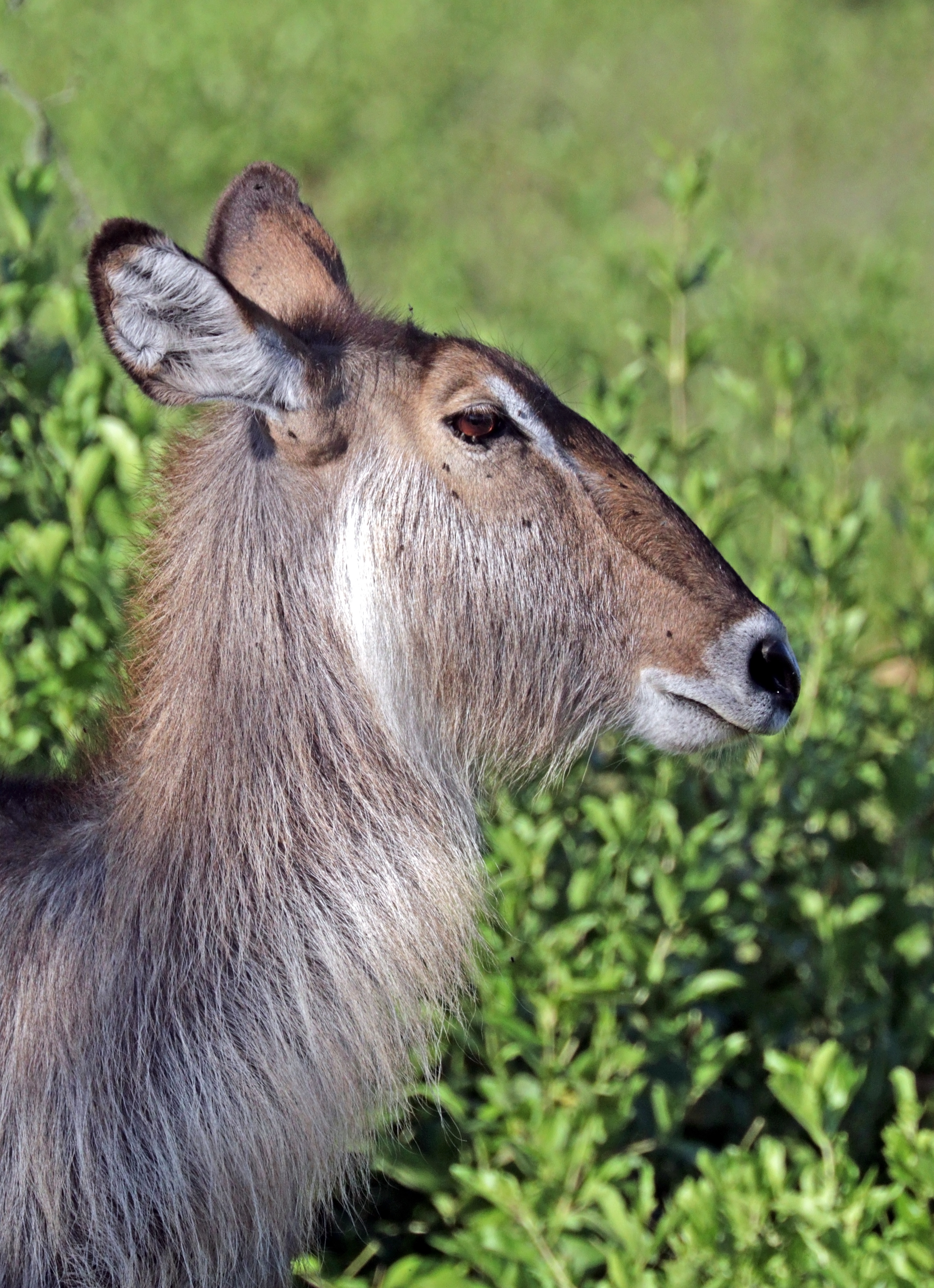
Самиця K. e. ellipsiprymnus, Зімбабве
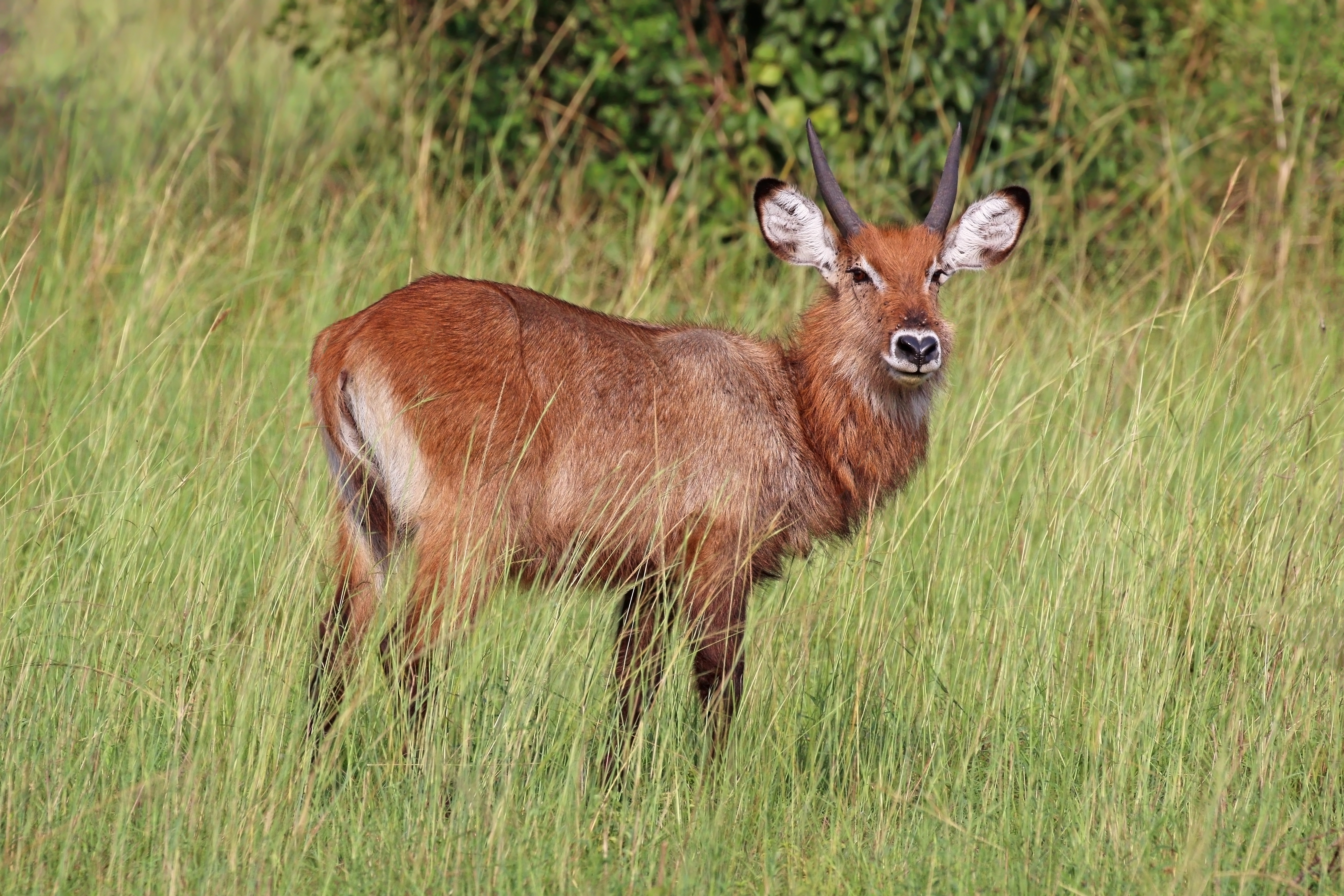
Молодий самець K. e. defassa Національний парк королеви Єлизавети, Уганда
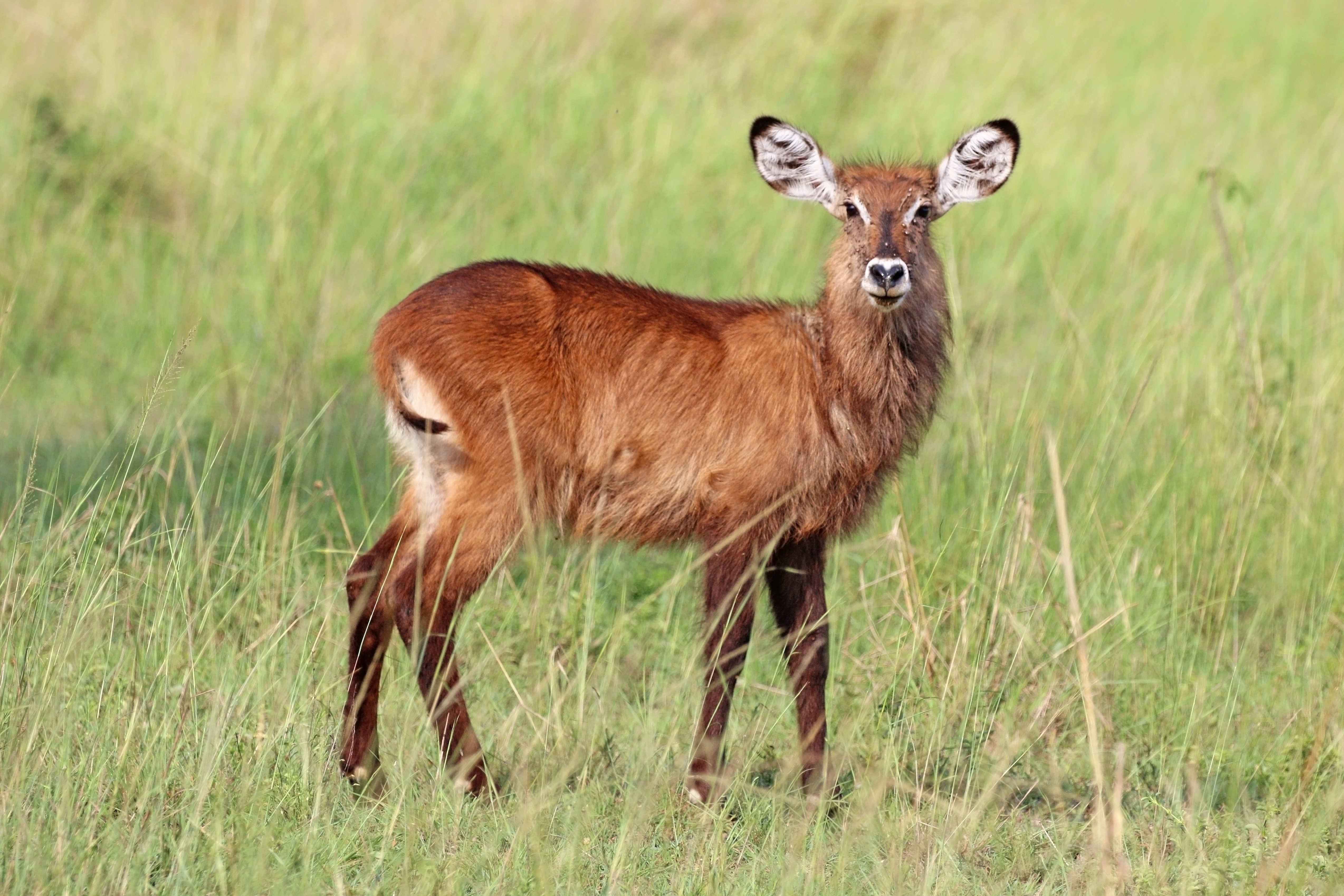
Молода самиця K. e. defassa Національний парк королеви Єлизавети, Уганда
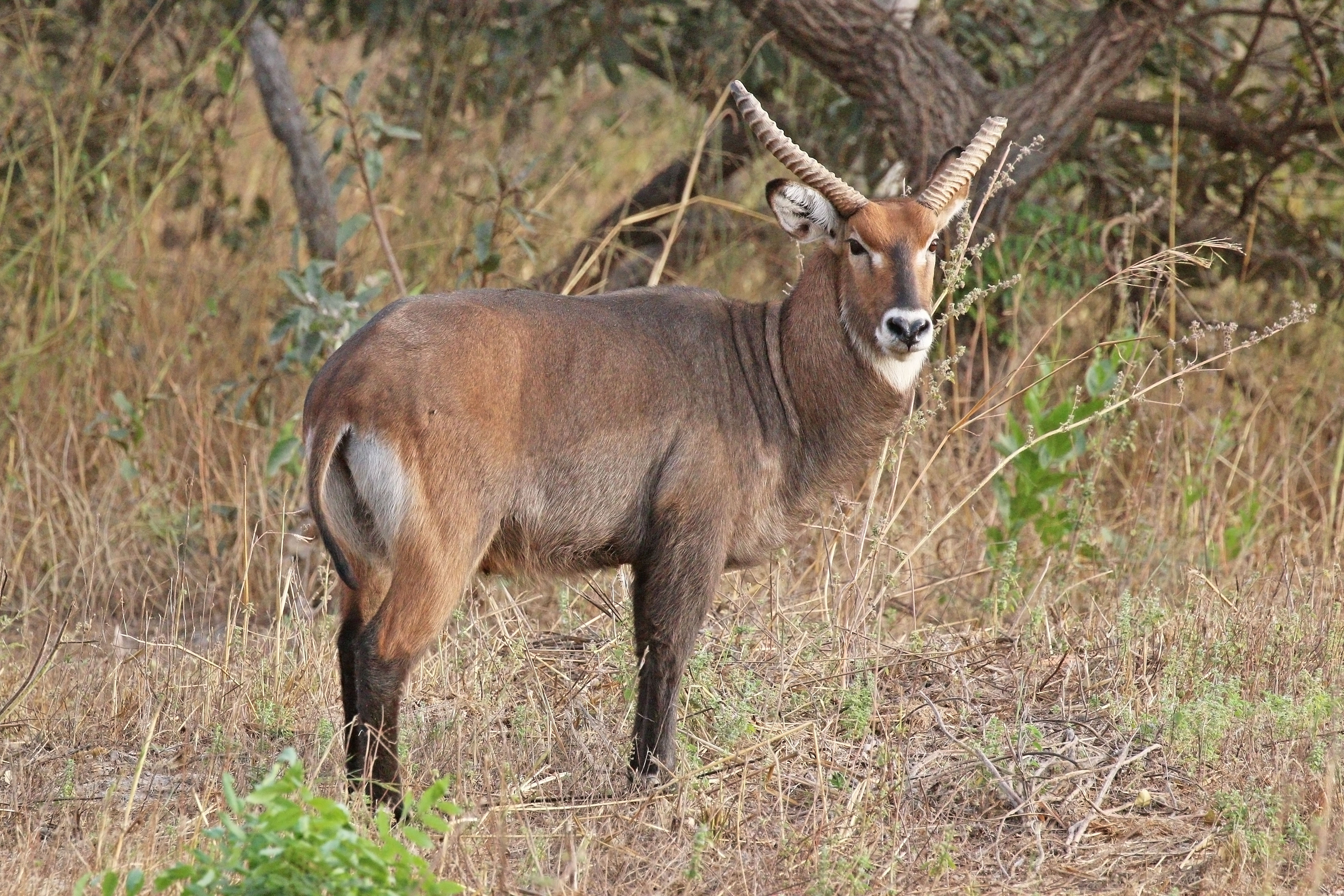
Самець K. e. unctuosus Сенегал
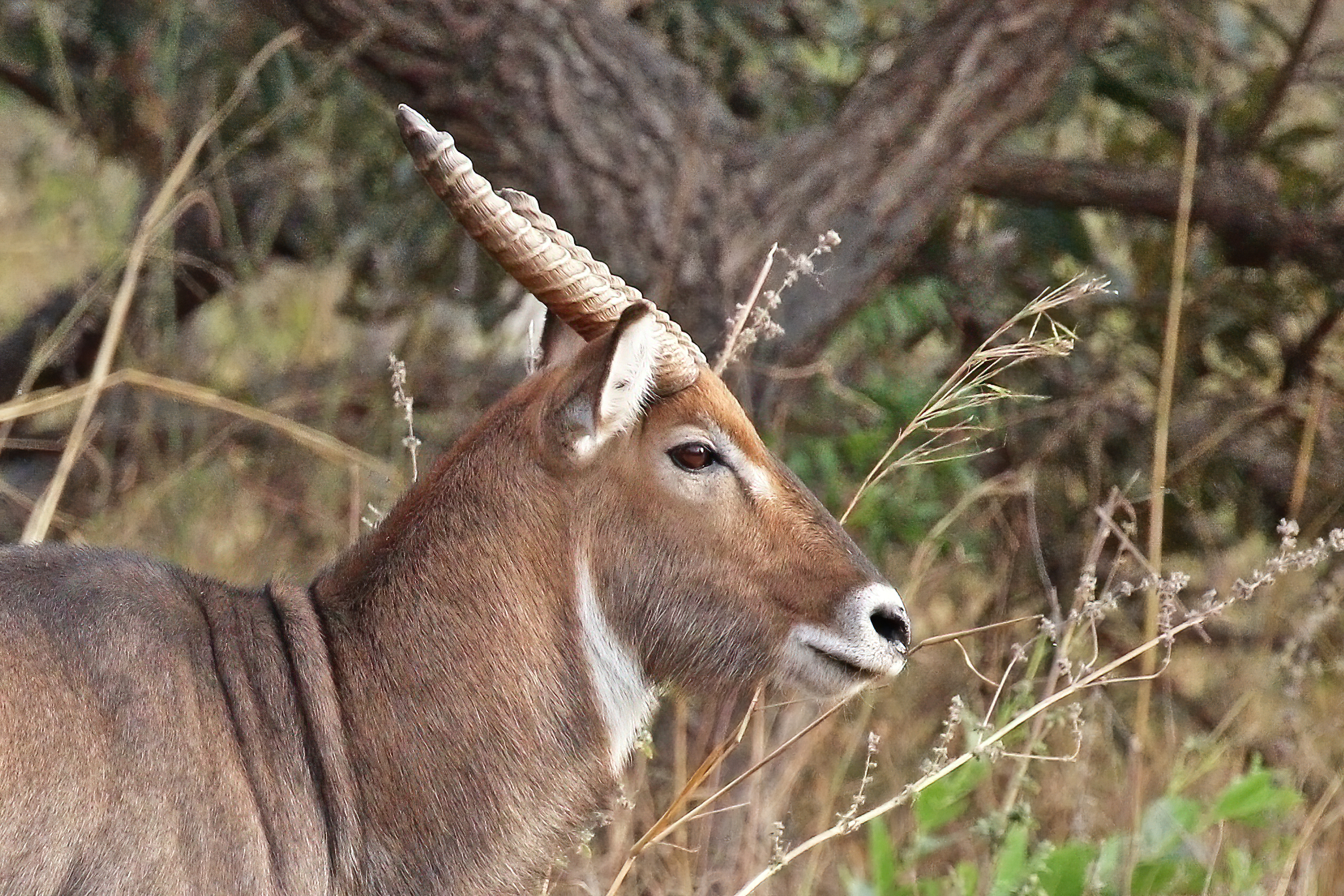
Самець K. e. unctuosus Сенегал
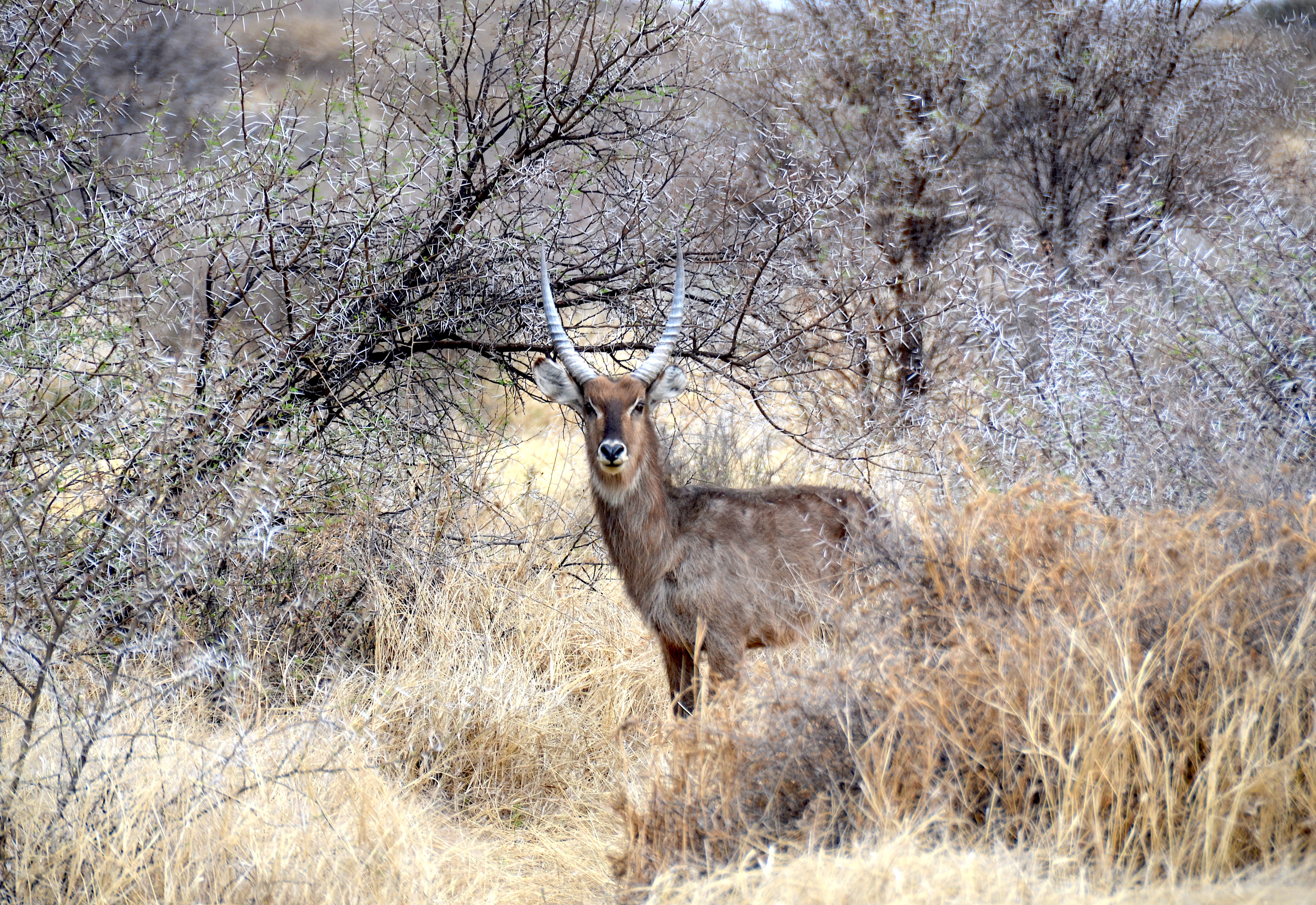
Самець K. e. ellipsiprymnus Намібія